# Wu Tao
Wu Tao (né le 3 octobre 1983 dans la province du Liaoning) est un athlète chinois spécialiste du lancer du disque. 

## Carrière

### Palmarès
| Année | Compétition                  | Lieu      | Résultat | Performance |
| ----- | ---------------------------- | --------- | -------- | ----------- |
| 2002  | Championnats du monde junior | Kingston  | 1er      | 64,51 m     |
| 2002  | Jeux asiatiques              | Busan     | 1er      | 60,76 m     |
| 2003  | Universiade                  | Daegu     | 1er      | 62,32 m     |
| 2003  | Championnats d'Asie          | Manille   | 1er      | 61,43 m     |
| 2004  | Jeux olympiques              | Athènes   | 18e      | 60,60 m     |
| 2009  | Championnats d’Asie          | Guangzhou | 3e       | 59,27 m     |

### Records
| Épreuve          | Performance | Lieu      | Date        |
| ---------------- | ----------- | --------- | ----------- |
| Lancer du disque | 64,28 m     | Chongqing | 15 mai 2005 |